# Fregat
Fregat (rusky Фрегат, fregata) je horní stupeň vyvinutý podnikem NPO Lavočkin v devadesátých letech, který se používá spolu s některými nosiči Sojuz a Zenit. Používají raketový motor na kapalná paliva, konkrétně UDMH a N2O4.

## Schopnosti
Tento raketový stupeň může být až 25krát restartován, což umožňuje umístit náklady, jako je například GIOVE-B, na jejich plánované dráhy.

## Použití
Stupně Fregat jsou v současné době používány jako čtvrté stupně kosmických nosičů Sojuz.
NPO Lavočkina vyrobila mnoho meziplanetárních sond a stupně Fregat pokračují v jejích tradicích. Hlavní částí tohoto stupně je šest protínajících se koulí umístěných na jedné ploše, přičemž čtyři z nich obsahují palivo. Zbývající dvě obsahují řídící zařízení. Hlavní motor je umístěn uprostřed, takže Fregat je těsně svázaný stupeň s průměrem o hodně větším, než je jeho výška.
Fregat je univerzální kosmická loď: může být použita nejen pro vynášení na oběžnou dráhu Země, ale může být využita i jako nosič pro vynášení kosmických sond na meziplanetární dráhy (například Venus Express a Mars Express).

## Verze

### Fregat-M/Fregat-MT
Nádrže nosiče Fregat-M/Fregat-MT mají na vrchu kulovité "přívěsky". Tyto přívěsky zvyšují náklad paliva z 5350 kilogramů na 6640 kilogramů, bez dopadu na celkové rozměry nosiče.

### Fregat-SB
Verze, pojmenovaná Fregat-SB, může být použita s nosičem Zenit-2SB. Tato verze je variantou Fregat-M s blokem odhoditelných nádrží ("SBB" nebo Сбрасываемый Блок Баков v ruštině) které umožňují zvýšit nosnost nákladu. SBB ve tvaru toroidu váží 360kilogramů a obsahuje až 3050 kilogramů paliva. Celková suchá hmotnost Fregat-SB (zahrnující SBB) je 1410 kilogramů a maximální kapacita paliva je 10150 kilogramů.
Fregat-SB byl poprvé použit 20. ledna 2011, kdy byla na geosynchronní dráhu vynesena meteorologická družice Elektro-L.

#### Rodina horních stupňů Fregat
| Stupeň                          | Fregat                | Fregat-M                        | Fregat-MT                       | Fregat-SB                       | Fregat-SBU                      | Fregat-2                        |
| ------------------------------- | --------------------- | ------------------------------- | ------------------------------- | ------------------------------- | ------------------------------- | ------------------------------- |
| Motor                           | S5.92                 | S5.92 l.n. (prodloužená tryska) | S5.92 l.n. (prodloužená tryska) | S5.92 l.n. (prodloužená tryska) | S5.92 l.n. (prodloužená tryska) | S5.92 l.n. (prodloužená tryska) |
| Celkem letů                     | 22                    | 18                              | 7                               | 3                               | –                               | –                               |
| Tah motoru (snížený)            | 13,73 kN (3 090 lbf)  | 13,96 kN (3 140 lbf)            | 13,96 kN (3 140 lbf)            | 13,96 kN (3 140 lbf)            | 13,96 kN (3 140 lbf)            | 13,96 kN (3 140 lbf)            |
| Tah motoru (plný)               | 19,61 kN (4 410 lbf)  | 20,01 kN (4 500 lbf)            | 20,01 kN (4 500 lbf)            | 20,01 kN (4 500 lbf)            | 20,01 kN (4 500 lbf)            | 20,01 kN (4 500 lbf)            |
| Specifický impuls (snížený tah) | 3,168 N*s/kg          | 3,222 N*s/kg                    | 3,222 N*s/kg                    | 3,222 N*s/kg                    | 3,222 N*s/kg                    | 3,222 N*s/kg                    |
| Specifický impulse (plný tah)   | 3,207 N*s/kg          | 3,268 N*s/kg                    | 3,268 N*s/kg                    | 3,268 N*s/kg                    | 3,268 N*s/kg                    | 3,268 N*s/kg                    |
| Hmotnost paliva (maximum)       | 5 350 kg (11 790 lb)  | 6 640 kg (14 640 lb)            | 7 100 kg (15 700 lb)            | 10 000 kg (22 000 lb)           | 10 710 kg (23 610 lb)           | 12 240 kg (26 980 lb)           |
| Doba tahu                       | 1,235 s…874 s         | 1,535 s…1,085 s                 | 1,640 s…1,160 s                 | 2,310 s…1,635 s                 | 2,475 s…1,750 s                 | 2,830 s…2,000 s                 |
| Spotřeba                        | 0.0043 t/s…0.0061 t/s | 0.0043 t/s…0.0061 t/s           | 0.0043 t/s…0.0061 t/s           | 0.0043 t/s…0.0061 t/s           | 0.0043 t/s…0.0061 t/s           | 0.0043 t/s…0.0061 t/s           |
| Celkový impuls                  | 16.9 MN*s…17.2 MN*s   | 21.4 MN*s…21.7 MN*s             | 22.9 MN*s…23.2 MN*s             | 32.2 MN*s…32.7 MN*s             | 34.5 MN*s…35.0 MN*s             | 39.4 MN*s…40.0 MN*s             |
| Reference                       | [ 5 ]                 | [ 5 ]                           | [ 5 ]                           | [ 5 ]                           | [ 5 ]                           | [ 5 ]                           |

#### Nosiče
- Sojuz 2 – nosná raketa používající tento horní stupeň.

#### Horní stupně raket
- Briz-M – horní stupeň používaný pro lety s nosičem Proton a Angara.
- Block DM-03 – horní stupeň používaný pro lety s nosičem Proton a Angara.